# アカバネモリクイナ
アカバネモリクイナ(赤羽森水鶏、学名：Eulabeornis calopterus) は、ツル目クイナ科に分類される鳥類の一種である。

## 分布
エクアドル東部、ペルー東部、ブラジル西南部に分布する。

## 形態
体長31-33cm。頭頂部は緑がかった灰褐色で、顔は灰色、耳羽は薄い赤紫色である。頸は濃い赤褐色、背中はオリーブ色で羽の部分は赤みをおびた茶褐色である。羽の部分が赤く見えることが英名の由来である。体の下面は青みがかった灰色で、尾に近づくにつれて濃く黒くなっていくように見える。脚は赤色である。

## 生態
亜熱帯や熱帯の河川の流域の森林に生息する。